# La Valentina (pel·lícula)
La Valentina és una pel·lícula mexicana de 1966, dirigida per Rogelio A. González i protagonitzada per María Félix i Eulalio González «Piporro». Es basa en el corrido del mateix nom i va ser produïda per Gregorio Walerstein.

## Sinopsi
La filla d'un home ric, qui també és un líder revolucionari, és segrestada per un traficant d'armes per ordres d'un capità de l'exèrcit federal, el qual està enamorat d'ella.

## Repartiment
- María Félix - Valentina Zúñiga.
- Eulalio González - Genovevo Cruz García.
- José Elías Moreno -don Juan Zúñiga.
- José Venegas «El Bronco» - Epigmenio Zúñiga.
- Raúl Meraz - el capità Luis Benítez.
- Graciela Lara - Lupita.
- Carlos Agostí - marit de Valentina.
- Víctor Alcocer - el coronel.
- Ricardo Carrión - el sergent.
- Carlos León - Melitón Zúñiga.
- Juan Ferrara - un soldat federal.
- Jorge Lavat - Erasmo.
- Víctor Sorel - Bedulo.
- Hugo Avendaño - el revolucionari i cantant (actuació especial).
- Graziella Garza - la adelita cantante (actuació especial).

## Producció
El gener de 1965, es va informar que María Félix i Eulalio González "Piporro" eren les principals estrelles de taquilla de Mèxic el 1964 i González va dir posteriorment que Félix volia treballar amb ell en una pel·lícula d'humor i, per tant, la pel·lícula es faria. Cap a finals de febrer i principis de març de 1965, es va anunciar oficialment que María Félix i Eulalio González protagonitzarien la pel·lícula.
El 4 de maig, la premsa va anunciar que l'Associació Nacional d'Actors va donar a González el permís necessari perquè pogués treballar amb Félix i que la pel·lícula es trobava en fase de preproducció i aprovació financera. El 17 de maig, la premsa va anunciar que el crèdit de la pel·lícula va ser aprovat pel Banc Cinematogràfic,i la fotografia principal va començar el mateix dia.
La pel·lícula va ser filmada a partir del 17 de maig de 1965 en locacions de Tlayacapan, Morelos, i als Estudis San Ángel. Es va estrenar el 10 de febrer de 1966 als cinemes Mèxic i Mariscala durant set setmanes.

## Recepció
Quan es va estrenar La Valentina, va ser criticada considerablement. La revista Política: quince días de México y del mundo la va qualificar com «tràgicament estúpida i reveladora del nivell al·lucinant del nostre cinema comercial». No obstant això i malgrat les crítiques, els dos actors protagonistes van aprovar la realització de la pel·lícula. En una entrevista que li van fer durant la filmació de la pel·lícula, María Félix va dir: «No vull fer pel·lícules que la gent no entendrà. No veig cap raó per a això. Vull que la gent s'entretingui».

## Premis

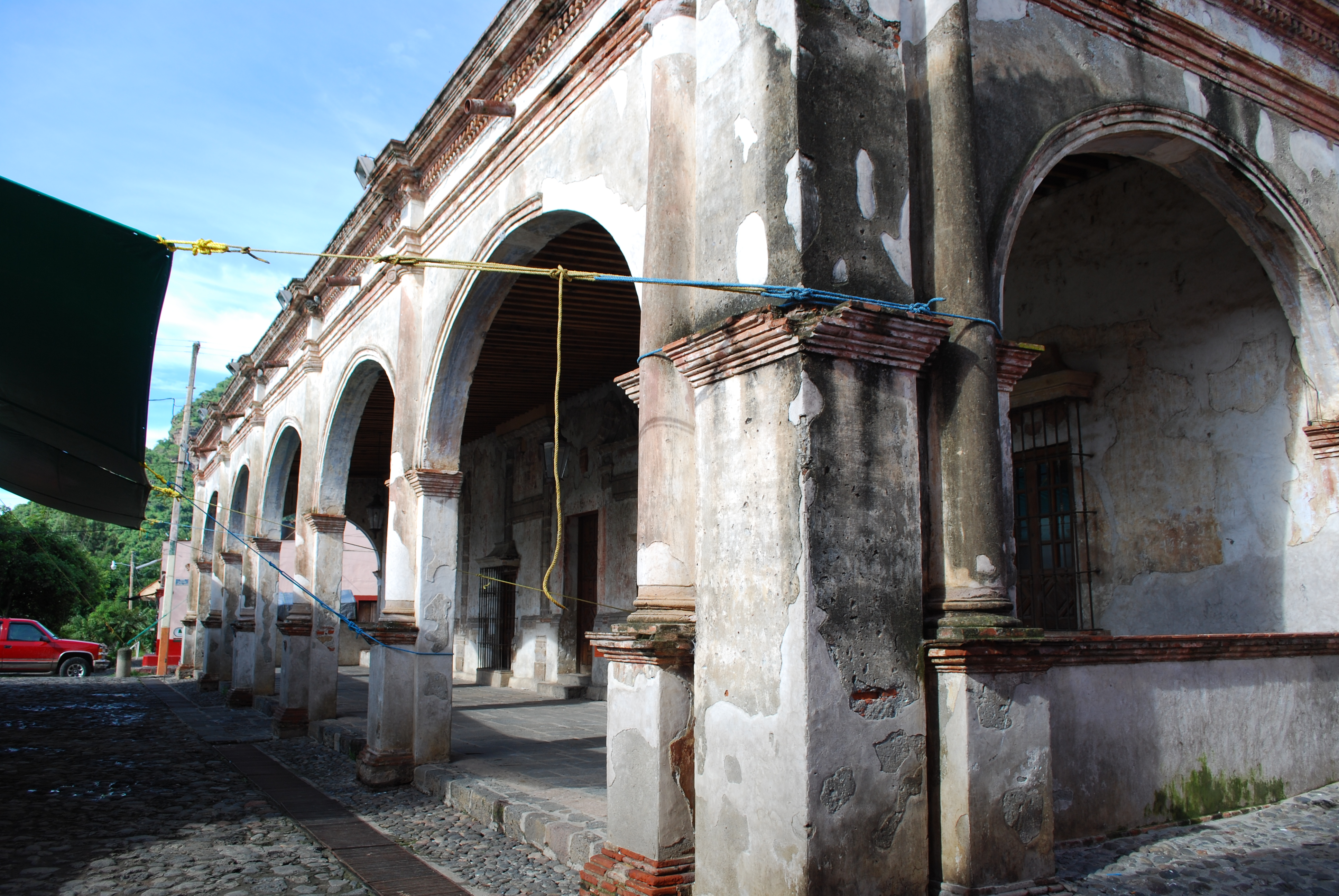
La Cerería, edifici de Tlayacapan usat a la pel·lícula.

| Premi                 | Categoria                | Nom           | resultat |
| --------------------- | ------------------------ | ------------- | -------- |
| Premis Diosa de Plata | Millor actriu secundària | Graciela Lara | Nominat  |